# Щерба, Анна Николаевна
Анна Николаевна Ще́рба (род. 10 августа 1943 года, дер. Малые Дворцы, Пинский район, Брестская область, Белорусская ССР) — российский муниципальный деятель, глава Истринского района Московской область в 1997—2014 годах. В советское время работала в торговле, дослужилась до поста директора Дедовского торга. В 1992 назначена первым заместителем главы Истринского района по социальным вопросам. В 1997 года была избрана главой района, успешно переизбиралась в 2001, 2005 и 2009 годах. Снята с должности после возбуждения в отношении неё уголовного дела по статье «Превышение должностных полномочий». В феврале 2017 года была признана виновной и сразу амнистирована.

## Уголовное преследование
В марте 2014 бывший председатель партии «Правое дело» Дунаев был утверждён заместителем и будущим преемником 70-летней Щербы. Позже она зарегистрировалась как кандидат в районные депутаты на сентябрьских выборах. 29 июля Владимир Маркин объявил о возбуждении в отношении Щербы уголовного дела по части 2-й статьи 286-й УК РФ «Превышение должностных полномочий». Она обвинялась по двум эпизодам продажи земель администрацией по заниженным более чем в 10 раз ценам, причём один из участков находился в федеральной собственности, а другой — в зоне санитарной охраны. Вскоре Дунаев заявил следствию об угрозах и давлении со стороны Щербы, и в пятницу 8 августа та был отстранена от должности и помещена под домашний арест. В тот же день совет районных депутатов принял новый устав района, который из-за опытного ценза заблокировал Дунаеву путь к должности. Щерба сразу после этого ушла в отпуск, назначив исполняющим обязанности Горбаткова Александра Анатольевича. На следующий рабочий день, 11 августа Горбатков сложил с себя полномочия. 12 августа внеплановое заседание районных депутатов утвердило Дунаева исполняющим обязанности главы района. 1 сентября Московский областной суд вынес решение исключить Щербу из числа кандидатов на депутатский пост. 16 февраля 2016 года Истринский городской суд оправдал Щербу «за отсутствием состава преступления», предписал снять арест с её собственности и возместить ей моральный и имущественный ущерб из федерального бюджета. Апелляция прокуратуры была успешной, и 28 февраля 2017 года Щерба была признана виновной, приговорена к штрафу и сразу амнистирована.

## Награды
- Орден Почёта (22 мая 2004 года) — за достигнутые трудовые успехи и многолетнюю добросовестную работу[10].
- Орден Дружбы (10 сентября 1999 года) — за большой вклад в укрепление экономики, развитие социальной сферы и многолетний добросовестный труд[11].
- Кавалер ордена Заслуг перед Республикой Польша (25 июля 2005 года, Польша)[12].
- Почётная грамота Совета Министров Республики Беларусь (6 октября 2004 года) — за активное многолетнее участие в торгово-экономическом, научно-техническом и культурном сотрудничестве между Республикой Беларусь и Московской областью Российской Федерации[13].